# The Football Association
The Football Association (FA) is de Engelse nationale voetbalbond, opgericht op 26 oktober 1863 en daarmee de oudste nationale voetbalbond ter wereld. De bond organiseert onder meer de FA Cup, de FA Community Shield, de FA Trophy en de FA Vase. Alle Engelse profclubs zijn lid van de FA, maar de nationale competities worden met toestemming van de FA georganiseerd door de Premier League en de Football League.
De FA is ook verantwoordelijk voor de nationale ploegen, zoals het Engels voetbalelftal, het Engels voetbalelftal onder 21 en het Engels vrouwenelftal.
De voetbalbonden van Jersey, Guernsey en Man zijn onderbonden van de FA.

## Nationale ploegen
- Engels voetbalelftal
- Engels voetbalelftal (vrouwen)
- Engels voetbalelftal onder 21
- Engels voetbalelftal onder 17 (vrouwen)